# Thompson Peaks
Die Thompson Peaks umfassen zwei Berggipfel in der antarktischen Ross Dependency. In der Königin-Alexandra-Kette ragen sie an der Wasserscheide zwischen dem oberen Abschnitt des Moody-Gletschers und dem Bingley-Gletscher auf.
Das Advisory Committee on Antarctic Names benannte sie 1966 nach dem Strahlenforscher Douglas C. Thompson, der im Rahmen des United States Antarctic Research Program 1963 auf der McMurdo-Station und 1965 auf der Amundsen-Scott-Südpolstation die Kosmische Strahlung in Antarktika untersucht hatte.